# Тім Кук
Тімоті «Тім» Д. Кук (англ. Timothy "Tim" Donald Cook) (нар. 1 листопада 1960 року) — американський підприємець, генеральний директор американської корпорації Apple Inc. з 25 серпня 2011 р.

## Біографія
Тім виріс у місті Робертсдейл, штат Алабама. Його батько був працівником верфі, в той час як його мати була домогосподаркою. Кук отримав ступінь бакалавра в галузі промислового виробництва в університеті Орберн в 1982 році і диплом МВА в школі Фукуа університету Дьюка в 1988 році.
Його кар'єра почалася в компанії IBM, де він пропрацював 12 років. Відтак, пропрацювавши шість місяців в компанії Compaq на посаді віце-президента з корпоративних матеріалів, був найнятий Стівом Джобсом і приєднався до компанії Apple. Тім допомагав Стіву протягом двох місяців в 2004 році, коли той лікувався від раку підшлункової залози. Кук також є членом ради директорів Nike.
У 2007 році призначений головним операційним директором. У 2009 році Тім знову допомагав Стіву протягом декількох місяців, коли Джобс взяв відпустку через заплановану операцію пересадки печінки. У січні 2011 року рада директорів Apple затвердила медичну відпустку, яку просив Стів Джобс. Тім Кук був призначений його заступником.
24 серпня 2011 Стів Джобс пішов у відставку, порекомендувавши на пост CEO Тіма Кука, і 25 серпня 2011 той був призначений новим CEO Apple.
У 2016 році Тім Кук отримав бонусні виплати за успішне керування Apple, а також за високі котирування компанії протягом кількох останніх років.
У 2017 році після спаду продаж, ЗМІ повідомили про менші зарплати топ-менеджерів компанії Apple. Так, Тім Кук за 2016 рік отримав на 1,55 млн менше, 8,85 млн доларів. Крім того, Кук продав акцій на 136 млн доларів.
У 2020 році Тім Кук заробив 14 млн доларів, а у 2021 майже 100 млн дол. При цьому середня зарплата в компанії склала у 2021 році 68 254 дол.
У 2022 році після вторгнення Росії в Україну Тім Кук висловив підтримку Україні та звернувся до працівників компанії з закликом здійснити пожертви для допомоги країні. Генеральний директор Apple оголосив про рішення призупинити продаж техніки в Росії, а також заявив, що компанія подвоїть суму пожертв, здійснених працівниками для підтримки України.

## Особисте життя
Тім Кук — фітнес-ентузіаст, любитель туризму та їзди на велосипеді. Майже щоранку він встає о пів на п'яту, відсилає електронні листи, годину займається у спортзалі і вже о шостій починає працювати. Телефонні наради проводить у неділю ввечері щоби підготуватися до наступного робочого тижня. На виступі в Університеті Орберн у 2010 році він підкреслив важливість інтуїції в керівництві вибору життєвого шляху.
Має гомосексуальну орієнтацію, про що повідомив в статті для журналу Businessweek у жовтні 2014 року.